# Kyashan - Il ragazzo androide
Kyashan - Il ragazzo androide (新造人間キャシャーン?, Shinzō ningen Kyashān) è un anime televisivo di 35 episodi creato da Tatsuo Yoshida e prodotto dalla Tatsunoko nel 1973.
Inizialmente la Tatsunoko diede alla serie il titolo internazionale Neo-Human Casshern, e il nome del protagonista è ufficialmente romanizzato in Casshern (ad esempio nel film del 2004 e nel reboot del 2008); tuttavia dai primi anni '90 e ancora oggi la serie del 1973 è indicata ufficialmente come Casshan, probabilmente su influenza del titolo usato negli Stati Uniti per la distribuzione dell'OAV. Nel doppiaggio italiano dell'anime, invece, è stato utilizzato il nome Kyashan, versione rōmaji letterale della scrittura giapponese, e lo stesso è stato mantenuto nelle edizioni italiane delle opere successive. Si è così creata un'incoerenza tra i titoli e l'aspetto del protagonista, visto che nell'anime Tetsuya Azuma alias Casshern ha una C rossa sul torace.

## Trama

Copertina dell'edizione Blu-ray Disc italiana

Il dottor Kotaro Azuma ha costruito quattro androidi dall'intelligenza artificiale sofisticata: Bryking, Sagure, Akubon e Barashin. I quattro androidi, creati per aiutare l'umanità a risolvere il grave problema dell'inquinamento, a causa di un violento corto circuito acquisiscono una volontà propria e assumono il comando di un esercito di robot. Il loro obiettivo è la sottomissione di tutto il genere umano, da essi visto (non senza una punta di ragione) come il principale responsabile del degrado ambientale planetario. Azuma, disperato per quanto accaduto e ormai assediato dagli androidi, non sa come rimediare, quando suo figlio Tetsuya, al prezzo della propria integrità umana, si offre per essere trasformato in un super androide capace di affrontare il nemico. L'esperimento riesce e il giovane Tetsuya si trova così trasformato in Kyashan, mentre il fedele cane Lucky, morto poco prima proprio per mano degli androidi, viene trasformato nel fedelissimo segugio-robot Flender, in grado di trasformarsi in vari veicoli per volare o perforare il terreno.
Il dottor Azuma, catturato dagli androidi, riesce a salvare la vita anche alla moglie Midori, riversando la sua coscienza e i suoi ricordi nel corpo di un cigno robot, Swanee, che nelle notti di Luna piena è in grado di proiettarne l'immagine e permetterle così di comunicare con il figlio. La lotta di Kyashan contro gli androidi si complica anche a causa della diffidenza che gli esseri umani hanno nei suoi confronti non appena scoprono che egli stesso è un androide. L'unica persona che gli resta fedele è Luna, sua amica d'infanzia e figlia di uno scienziato morto per mano degli androidi, che le ha lasciato in eredità la pistola MC, capace di generare un campo magnetico letale per gli androidi che vengono colpiti dal suo raggio.
Kyashan affronta così una serie di avventure in giro per il mondo (contrariamente ad altre serie nipponiche del periodo la scena non è focalizzata sul solo Giappone) incontrando anche individui disposti a tradirlo, sconfiggendo i robot in un ambiente che ricorda l'Europa mitteleuropea degli anni 40. In effetti la caratterizzazione dei cattivi rimanda alla dittatura nazista: il capo dei robot Briking è graficamente simile a Benito Mussolini, con tratti caratteriali di Adolf Hitler (l’amore per la pittura, per gli animali, ecc.) e gli stessi robot sottoposti si rivolgono a lui salutandolo con il saluto nazista.
La serie si conclude con la vittoria degli esseri umani ed il ritorno della pace sulla Terra, grazie ad un'arma sviluppata dal dottor Azuma che sfrutta il passaggio di una cometa. I robot ribelli vengono riprogrammati ed utilizzati per la ricostruzione. Tetsuya però si trova nell'impossibilità di tornare a vivere come essere umano, dato che la trasformazione in androide è definitiva - infatti suo padre gli conferma che l'attuale tecnologia a loro disposizione non è in grado di eseguire la trasformazione inversa, ma che forse quella del futuro potrà riuscirci. Fino ad allora Kyashan rimarrà a difesa della Terra e del genere umano.
Rispetto ad altre serie giapponesi dello stesso periodo, gli spunti comici sono ridotti al minimo e le storie hanno spesso un carattere cupo e malinconico. Vi sono inoltre dei traditori del protagonista che, per la sua doppia natura di umano e androide, non è beneamato da tutti come gli eroi a tutto tondo delle serie robotiche. Inoltre l'eroe non "salva la Terra" da solo e le volte in cui Kyashan mette in fuga il nemico allontanandolo da una città sono spesso facilitate da circostanze esterne come una ribellione dei cittadini o un'arma poderosa già sul posto.

## Edizione italiana
La serie TV fu trasmessa in Italia per la prima volta tra ottobre e dicembre 1980 nel contenitore Ciao Ciao all'epoca trasmesso in syndication; in seguito fu replicata da varie televisioni locali su distribuzione ITB. Nel 2007 è stata pubblicata in DVD dalla Dynit.
L'OAV è stato importato direttamente per il mercato home video dalla Yamato Video nel 1995, e pubblicato in VHS con il titolo Kyashan - Il mito. Successivamente è stato pubblicato in DVD nel 1999 e trasmesso su Man-ga dal 22 al 29 settembre 2011.

## Personaggi e doppiatori
Nell'edizione italiana dell'anime alcuni nomi sono traslitterati diversamente: i nomi usati nel doppiaggio, se diversi, sono indicati tra parentesi.
| Personaggio                                                | Doppiatore originale (serie TV) | Doppiatore originale (OAV) | Doppiatore italiano (serie TV)               | Doppiatore italiano (OAV) |
| ---------------------------------------------------------- | ------------------------------- | -------------------------- | -------------------------------------------- | ------------------------- |
| Tetsuya Azuma / Casshern (Kyashan)                         | Ikuo Nishikawa                  | Takeshi Kusao              | Roberto Chevalier                            | Marco Balzarotti          |
| Luna Kozuki (Luna Netsuki)                                 | Emiko Tsukada                   | Yumi Tōma                  | Silvia Tognoloni                             | Giulia Franzoso           |
| dottor Kotaro Azuma                                        | Masato Yamanouchi               | Keaton Yamada              | Sergio Fiorentini                            | Massimiliano Lotti        |
| Midori Azuma / Swanee                                      | Reiko Mutō                      | Sanae Takagi               | Deddi Savagnone                              | Graziella Porta           |
| Braiking Boss (Briking)                                    | Kenji Utsumi                    | Kenji Utsumi               | Renato Mori (1ª voce) Paolo Poiret (2ª voce) | Stefano Albertini         |
| Sagrey (Sagure) - Sangria (controparte femminile nell'OAV) | Osamu Kato                      | Yuri Amano                 | Gigi Reder                                   | Dania Cericola            |
| Arkborn (Akubon)                                           | Ryuji Nakagi                    | Issei Futamata             | Vittorio Stagni                              | Giorgio Melazzi           |
| Barashin                                                   | Kazuya Tatekabe                 | Jun'ichi Sugawara          | Franco Odoardi                               | Aldo Stella               |
| Voce narrante                                              | Gorō Naya                       | Ikuya Sawaki               | Cesare Barbetti                              | Caterina Rochira          |

## Episodi della serie TV
| Nº | Titolo italiano Giapponese 「Kanji」 - Rōmaji - Traduzione letterale                                                                             | In onda          | In onda |
| Nº | Titolo italiano Giapponese 「Kanji」 - Rōmaji - Traduzione letterale                                                                             | Giapponese       |         |
| 1  | Kyashan il ragazzo androide 「不死身の挑戦者」 - Fujimi no chōsen sha – "Lo sfidante dal corpo immortale"                                        | 2 ottobre 1973   |         |
| 2  | Una battaglia al chiaro di luna 「月光に勝利をかけろ」 - Gekkō ni shōri wo kakero – "Puntando alla vittoria nella luce lunare"                   | 9 ottobre 1973   |         |
| 3  | Kyashan, il ragazzo di Luna 「廃虚の中に明日を呼べ」 - Haikyo no naka ni ashita wo yobe – "Invocando il domani sepolto tra le rovine"            | 16 ottobre 1973  |         |
| 4  | Luna combatterà al fianco di Kyashan 「MF銃に怒りをこめろ」 - MF jū ni ikari wo komero – "L'ira racchiusa nella pistola MF"                      | 23 ottobre 1973  |         |
| 5  | Kyashan non si arrende 「戦いの灯を消すな」 - Tatakai no akari wo kesu na – "L'inestinguibile fiamma della battaglia"                            | 30 ottobre 1973  |         |
| 6  | Il sole è la vita per Kyashan 「疾風フレンダー」 - Shippū Furendā – "Flender l'uragano"                                                          | 6 novembre 1973  |         |
| 7  | Cicero, l'eroe leggendario 「英雄キケロへの誓い」 - Eiyū Kikero e no chikai – "La promessa all'eroe Cicero"                                      | 13 novembre 1973 |         |
| 8  | Warugadar 「野獣ロボが吠える」 - Yajū robo ga hoeru – "La belva robot ulula"                                                                     | 20 novembre 1973 |         |
| 9  | Concerto per una battaglia 「戦火に響け協奏曲」 - Senka ni hibike kyōsōkyoku – "Il suono della musica copre quello degli spari"                  | 27 novembre 1973 |         |
| 10 | Tempesta magnetica nel deserto 「死の砂漠に命をかけろ」 - Shi no sabaku ni inochi wo kakero – "Il deserto della morte è stato sconfitto"         | 4 dicembre 1973  |         |
| 11 | La statua del diavolo 「悪魔の巨像」 - Akuma no go zō – "La gigantesca statua del diavolo"                                                       | 4 dicembre 1973  |         |
| 12 | Un treno carico di viaggiatori di ferro 「鉄の悪党列車」 - Tetsu no akutō ressha – "Il treno di ferro dei criminali"                             | 11 dicembre 1973 |         |
| 13 | Il traditore 「裏切りロボット五号」 - Uragiri robotto go gō – "Il robot Nº5, il traditore"                                                       | 18 dicembre 1973 |         |
| 14 | Il grande rifiuto di Hatenai 「キャシャーン無用の街」 - Kyashān muyō no machi – "La città che non ha bisogno di Kyashan"                         | 25 dicembre 1973 |         |
| 15 | La vendetta di Goopy 「復讐に小犬は駆ける」 - Fukushū ni koinu wa kakeru – "La vendetta del cucciolo"                                            | 15 gennaio 1974  |         |
| 16 | L'amore con le ali 「スワニー・愛の翼」 - Suwanī・Ai no tsubasa – "Swanee, le ali dell'amore"                                                    | 22 gennaio 1974  |         |
| 17 | La ninna nanna di un robot 「ロボット子守唄」 - Robotto komori uta – "Ninna nanna per un robot"                                                  | 29 gennaio 1974  |         |
| 18 | Un elefante contro i robot 「巨象対アンドロ軍団」 - Go zō tai andoro gundan – "L'elefante gigante contro le forze andro"                         | 5 febbraio 1974  |         |
| 19 | Il terrificante robot 「恐怖のピエロボット」 - Kyōfu no pierobotto – "Il terribile robot Pierrot"                                                | 12 febbraio 1974 |         |
| 20 | Il robot gigante 「死刑台のキャシャーン」 - Shikei dai no Kyashān – "Kyashan al patibolo"                                                        | 19 febbraio 1974 |         |
| 21 | La scelta di Luna 「ロボット・ハイジャック」 - Robotto・Haijakku – "Il dirottamento"                                                             | 26 febbraio 1974 |         |
| 22 | Romeo 「脱走ロボット・ロメオ」 - Dassō robotto・Romeo – "Romeo, il robot fuggito"                                                                | 5 marzo 1974     |         |
| 23 | Fuga dalla fabbrica dei robot 「ロボット工場大脱出」 - Robotto kōjō dai dasshutsu – "La grande fuga dalla fabbrica di robot"                     | 12 marzo 1974    |         |
| 24 | La sfida dei robot 「バウンダーロボの挑戦」 - Baundārobo no chōsen – "Sfida ai Robot Bounder"                                                    | 19 marzo 1974    |         |
| 25 | Kyashan l'immortale 「不死身のキャシャーン」 - Fujimi no Kyashān – "Kyashan dal corpo immortale"                                                 | 26 marzo 1974    |         |
| 26 | Il segreto di Kyashan 「キャシャーンの秘密」 - Kyashān no himitsu – "Il segreto di Kyashan"                                                      | 2 aprile 1974    |         |
| 27 | La pistola scomparsa 「消えたMF銃?」 - Kie ta MF jū? – "La scomparsa della pistola MF"                                                           | 9 aprile 1974    |         |
| 28 | I cavalieri di Karlman 「怒りの騎馬隊」 - Ikari no kiba tai – "I cavalieri dell'ira"                                                             | 16 aprile 1974   |         |
| 29 | Il robot tutto fuoco 「高熱ロボ・ネオタロス」 - Kōnetsu robo・Neotarosu – "Il robot ad alta temperatura Neo Talos"                               | 23 aprile 1974   |         |
| 30 | Il grande cacciatore di robot 「ロボ退治ナンバーワン」 - Robo taiji nanbāwan – "Il più grande rivale dei robot"                                  | 30 aprile 1974   |         |
| 31 | La città dove fabbricano i cyborg Kyashan 「新造人間を造る街」 - Shinzō ningen wo tsukuru machi – "La città dove vengono costruiti gli androidi" | 7 maggio 1974    |         |
| 32 | Poro 「涙の電光パンチ」 - Namida no denkō panchi – "Un pugno lampo colmo di lacrime"                                                             | 14 maggio 1974   |         |
| 33 | Swanee il cigno robot è in pericolo 「スワニー危機一髪」 - Suwanī kikiippatsu – "Swanee è in pericolo"                                           | 11 giugno 1974   |         |
| 34 | L'asso dei robot 「キャシャーン対ロボットエース」 - Kyashān tai robotto ēsu – "Kyashan contro il robot Ace"                                      | 18 giugno 1974   |         |
| 35 | La più grande guerra del pianeta Terra 「地球最大の決戦」 - Chikyū saidai no kessen – "La più grande guerra del pianeta Terra"                   | 25 giugno 1974   |         |

## Altri media

### Anime
Nel 1993, per celebrare il ventennale anniversario della serie Tatsunoko realizzò un OAV chiamato Kyashan - Il mito diviso in quattro episodi, che reinterpreta in chiave più moderna, anche sotto il profilo tecnico, la serie storica.
Nel 2008 la Madhouse ha prodotto e realizzato un reboot della serie animata, intitolato Kyashān SINS (キャシャーン SINS?) in 24 episodi.

### Fumetti
Nel 2023 viene pubblicato nuova serie manga Neo-human Casshan R sulla rivista Champion RED.
Artbook di 49 pagine (2023)

### Cinema
Nel 2004 è stato realizzato un lungometraggio live action dal titolo Kyashan - La rinascita, è un remake dell'anime.

### Videogiochi
Tatsunoko Fight (2000), picchiaduro per la console PlayStation pubblicato da Takara, Kyashan e Luna sono tra i personaggi giocabili.
Nella serie Tatsunoko vs. Capcom: Cross Generation of Heroes (2008); Ultimate All Stars (2010), picchiaduro per arcade coin-op e console Nintendo Wii, Kyashan è uno dei personaggi giocabili.
Altre influenze si riscontrano in Vanquish (2010) di Platinum Games, qui il game designer Shinji Mikami dichiara che l'azione del gameplay trae ispirazione da Kyashan.
Altre analogie si riscontrano in Dynamic Duo (1987) di Firebird, il duo protagonista è un inventore e la sua anatra robot.
In Metal Gear Rising: Revengeance (2013) come il paravolto e il dualismo Kyashan/Flender e Raiden/Bladewolf.